# Fischer Antal (orvos)
Fischer Antal (Pozsony, 1901. szeptember 8. – Budapest, 1979. július 15.) orvos, reumatológus, patológus, fiziológus, egyetemi tanár, főorvos, szakíró, 1965-től az orvostudományok doktora, Fischer Enoch rabbi unokája.

## Élete
Fischer Jakab orvos és Leitersdorf Hermina fia. Tanulmányait Bécsben végezte, orvosi diplomát 1926 júliusában szerzett. Diplomáját Németországban 1931-ben, Budapesten 1945-ben honosították. Orvostanhallgatóként a bécsi Kémiai Intézetben dolgozott. 1926 és 1933 között az Aacheni Reumakutató Intézetben volt laboratóriumvezető, majd főorvos. Ezután a nácik hatalomra kerülése miatt rövid időre Párizsba ment, ahol szerológiai és szerodiagnosztikai kutatásokat folytatott, majd Budapestre költözött. 1934 és 1945 között a Chinoin Gyógyszergyár biológiai laboratóriumát vezette. 1945-ben Jászjákóhalmára került körzeti orvosnak. 1946–1952 között a budapesti II. sz. Belgyógyászati Klinikán dolgozott, 1946-ban magántanár, 1950-ben intézeti tanár. 1952–1959 között a III. sz. Belgyógyászati Klinikán dolgozott egyetemi docensként. 1959-től a II. sz. Belgyógyászati Klinikán volt docens, majd egyetemi tanár. A Magyar Laboratóriumi Diagnosztikai Társaság 1966-ban alelnökévé, 1973-ban pedig elnökévé választotta. 1971 szeptemberében nyugalomba vonult, de klinikai tanácsadóként továbbra is működött, s részt vett az Orvosi Hetilap szerkesztőbizottságának munkájában, előadásokat tartott, illetve könyveket és tanulmányokat írt. 1979. július 15-én balesetben elhunyt.
A Farkasréti temetőben nyugszik.

## Munkássága
Tudományos munkaterülete a klinikai fehérje-kémia, reumatológia, a munkaártalmak kórtana, a vese élet- és kórtana, elméleti és klinikai hepatológia és az orvosfilozófia volt. Több mint másfélszáz közleménye, számos könyvrészlete és 12 magyar, német, orosz, spanyol és román nyelvű könyve jelent meg.

## Főbb művei
- Rheumatiamus und Grenzgebite (Berlin, 1933)
- Die philosophischen Grundlagen der Wissenschaftlichen Erkenntnis (Wien, 1946)
- Laboratóriumi vizsgálatok indicatiója és értékelése (Budapest, 1961, Putnoky Gyulával)
- Physiologie und experimentelle Pathologie der Leber (Budapest, Berlin, 1959)

## Díjai, elismerései
- Kiváló Orvos
- Jendrassik-emlékérem (1967)